# ڽ
Nya ‹ ڽ › est une lettre additionnelle de l’alphabet arabe utilisée en malais écrit en jawi. Elle est composée d’un nūn ‹ ن › diacrité de trois points suscrits pour ses formes isolée et finale ‹ ڽ ـڽ › et de trois points souscrits pour ses formes initiale et médiane ‹ ڽـ ـڽـ ›. Elle n’est pas à confondre avec le yā trois points souscrits ‹ ۑ › ni avec le pe ‹ پ › qui partagent les mêmes formes initiale ‹ ڽـ › et médiane ‹ ـڽـ ›.

## Utilisation
En malais écrit en jawi, ‹ ڽ › représente une consonne nasale palatale voisée [ɲ]. Elle est transcrite avec le digramme ny ‹ ny › en malais écrit avec l’alphabet latin. Cette lettre est déjà utilisée sur la pierre Terengganu (en) datant de 1303 EC et serait ainsi la plus ancienne lettre créée pour le jawi.